# Mestský basketbalový klub Baník Handlová
Il M.B.K. Baník Handlová è una società cestistica avente sede a Handlová, in Slovacchia. Fondata nel 1941, gioca nel campionato slovacco.